# Olof Kolmodin den äldre
Olof Kolmodin, född 26 maj 1690 i Nysätra socken, Uppsala län, död 8 april 1753, var en svensk präst och psalmförfattare. 

## Biografi
Han var son till kontraktsprosten Johannes Kolmodin och en dotter till Olaus Erici Schult, brorson till psalmförfattaren Israel Kolmodin, systerson till Haqvin Spegels hustru samt morfar till litteraturhistorikern Olof Kolmodin den yngre.
Kolmodin hade först Michael Eneman till lärare, och började vid åtta års ålder vid Uppsala universitet tillsammans med honom. Snart fick han professor Bellman som lärare, och började i unga år kombinera sina studier med att ha egna elever. 1716 promoverades han till magister, och blev två år senare huspredikant hos Gustaf Cronhielm, men tog snart plats som predikant vid Klara kyrka samt vid Kungliga livgardet. Omkring 1720 fick han plats som notarie vid Kungliga hovkonsistorium.
Fredrik I utnämnde Kolmodin till kyrkoherde i Flo socken, Skara stift 1721, där han stannade till sin död, trots flera anbud om att återvända till ärkebiskopsstiftet. 1723 undanbad han sig fullmakt som prost i Flo, men accepterade 1742 att bli kontraktsprost över Väne härad.
Kolmodin lät under sin livstid uppföra sin grav i Flo kyrka som har inhuggna verser av honom. Framför gravdörren står t.ex. "Gnag ej de dödas ben/Förskona deras minne/Låt blifva denna sten/Ty döden bor här inne".
Kolmodin var gift två gånger, och fick tre söner och fem döttrar. Av barnen överlevde fyra döttrar spädbarnsåren.

## Verk
Kolmodin skrev den versifierade bönboken Then trogna siälens gyldene rökelse-kar (1728), i folkmun och i tryck kallat Rökelse-Karet, och under perioden (1732–1750) skrev han eposet Biblisk Qwinnospegel. Ett av de mest allmänt kända verken av honom är sångsamlingen Andelig Dufworöst, vilken hade en omfattande spridning i de svenska hemmen. Första upplagan utgavs 1734 och följdes sedan av ytterligare 14 utgåvor. Bland annat utgavs den tillsammans med bönboken "Rökelsekaret". "Andelig dufworöst" innehöll från början 125 psalmsånger med utökades i den sjätte upplagan med de åtta psalmerna nummer 126-133 år 1771. Även för "Rökelse-Karet" var detta en sjätte och "med någon förbättring i detta beqwämliga Format ... upplagd".
Kolmodin finns representerad i flera psalmböcker utöver sin egen Andelig Dufworöst (Dufworöst), bland annat 1819 års psalmbok (1819), Svenska Missionsförbundets sångbok 1920 (SMF 1920), Nya psalmer 1921 (1921), 1937 års psalmbok (1937).

### Psalmer
- Dig lyft, min själ, och skåda kring (1921 nr 655)Finns på Wikisource.
- Du, all hälsas källa (SMF nr 644, 1937 nr 385) skriven 1734 Finns på Wikisource.
- Gud ej sitt tryckta barn förgäter, Andelig Dufworöst nr 25, 1819 nr 241, 1937 nr 371) översatte 1734 Benjamin Schmolcks text från 1704 till svenska. Finns på Wikisource.
- Gud sina barn med vishet leder (SMF 1920 nr 33) översatt Benjamin Schmolcks tyska text. Finns på Wikisource.
- Gå varsamt, min kristen (Andelig Dufworöst nr 121, 1937 nr 344) ursprungligen Gack warligt, min Christen och se skriven 1734. Finns på Wikisource.
- Hur' är dock människan så högt begifwen på, Andelig Dufworöst nr 67 under Femte Afdelningen. Gudelig Förnöjelses Röst. Finns på Wikisource.
- Jag har Gud, och jag har nog översatt till svenska (SMF nr 35) Finns på Wikisource.
- Mitt A och O Immanuel (Andelig Dufworöst nr 77) skriven 1734 melodi Säll den som hafwer Finns på Wikisource.
- Vart flyr jag för Gud och hans eviga lag (1819 nr 170, 1937 nr 260) skriven 1734. Finns på Wikisource.